# Аксютенко, Владислав Сергеевич
Владислав Сергеевич Аксютенко (28 апреля 1983, Рубцовск, Алтайский край) — российский футболист, нападающий.

## Биография
Родился в 1983 году в городе Рубцовске и является воспитанником местной ДЮСШ-2 «Торпедо». На профессиональном уровне дебютировал в 2002 году, отыграв за сезон 25 матчей и забив 2 гола за «Торпедо» во втором дивизионе, однако по окончании сезона «Торпедо» было лишено профессионального статуса. В 2003 и 2004 годах Аксютенко выступал за другие клубы второго дивизиона «Шахтёр» (Прокопьевск) и «Океан», а в 2005 году подписал контракт с барнаульским «Динамо». В составе «Динамо» он провёл три сезона во втором дивизионе, а после победы в зоне «Восток» в 2007 году, отыграл ещё один сезон в первом дивизионе.
В 2009 году перешёл в другой клуб первого дивизиона «СКА-Энергия», за который сыграл 22 матча и забил 2 гола. В начале следующего сезона Аксютенко на правах аренды вернулся в барнаульское «Динамо», выступавшее на тот момент во втором дивизионе, а после окончания аренды подписал контракт с оренбургским «Газовиком», с которым стал победителем зоны «Урал-Поволжье» и вновь вернулся в первый дивизион. В сезоне 2011/12 Аксютенко выступал за команды первого дивизиона «Газовик» (10 матчей) и «Черноморец» (Новороссийск), куда он перешёл летом и провёл 26 матчей. В сезоне 2012/13 вернулся в вылетевший из первого дивизиона «Газовик» и вместе с командой снова стал победителем зоны ПФЛ «Урал-Поволжье», однако на этот раз покинул команду после окончания сезона. В дальнейшем выступал за команды ПФЛ «Тюмень», «Витязь» (Крымск), «Динамо» (Барнаул) и «Сахалин». В сезоне 2013/14 был победителем зоны «Урал-Поволжье» в составе «Тюмени», а в сезоне 2015/16, выступая за «Динамо», стал лучшим бомбардиром зоны «Восток», забив по 12 голов вместе с нападающим «Сахалина» Александром Гаглоевым.

## Достижения
«Динамо» Барнаул
- Победитель второго дивизиона (зона «Восток»): 2007

«Газовик» Оренбург
- Победитель второго дивизиона (зона «Урал-Поволжье»): 2010, 2012/13

«Тюмень»
- Победитель первенства ПФЛ (зона «Урал-Поволжье»): 2013/14

### Личные достижения
Лучший бомбардир зоны ПФЛ «Восток»: 2015/16 (12 голов)